# Борислав Ивков
Вижте пояснителната страница за други личности с името Ивков.
Бо́рислав Ивков (на сръбски: Борислав Ивков) е сред най-силните югославски шахматисти.
През 1954 г. на турнира в Белград завоюва званието международен майстор, а на следващата година става гросмайстор. През 1951 г. става първият световен шампион за юноши до 20 години. Шампион на Югославия е през 1958, 1963 и 1972 г. Участва в 12 шахматни олимпиади. През 1970 г. участва в „Мача на века“, като губи от Паул Керес с 1:3. По време на кариерата си Ивков побеждава 5 световни шампиони: Василий Смислов, Михаил Тал, Тигран Петросян, Боби Фишер и Анатолий Карпов.
Изявява се и като шахматен литератор. Подготвя автобиографична книга.

## Турнирни победи
- 1955 – Мар де Плата, Буенос Айрес
- 1959 – Сантяго де Чиле, Лима
- 1961 – Бевервайк (заедно с Бент Ларсен)
- 1965 – Загреб, (заедно с Волфганг Улман)
- 1966 – Венеция
- 1967 – Врънячка баня (зонален турнир)
- 1968 – Малага (заедно с Марович)
- 1969 – Малага, Стокхолм, Белград (1 – 4-то място)
- 1974 – Амстердам
- 1983 – Торино
- 1985 – Хавана
- 1999 – Москва (заедно с Лайош Портиш)

## Шахматни олимпиади
| Година | Организатор  | Отбор     | Класиране (отборно) | Дъска    |
| 1956   | Москва       | Югославия | 3                   | Трета    |
| 1958   | Мюнхен       | Югославия | 2                   | Трета    |
| 1960   | Лайпциг      | Югославия | 3                   | Трета    |
| 1962   | Варна        | Югославия | 2                   | Четвърта |
| 1964   | Тел Авив     | Югославия | 2                   | Втора    |
| 1966   | Хавана       | Югославия | 4                   | Втора    |
| 1968   | Лугано       | Югославия | 2                   | Втора    |
| 1970   | Зиген        | Югославия | 3                   | Втора    |
| 1972   | Скопие       | Югославия | 3                   | Втора    |
| 1974   | Ница         | Югославия | 2                   | Трета    |
| 1978   | Буенос Айрес | Югославия | 14                  | Четвърта |
| 1980   | Валета       | Югославия | 3                   | Втора    |

## Европейски първенства
Ивков има общо 6 участия в европейски отборни първенства по шахмат. Изиграва 43 партии и спечелва 24,5 точки (10+ 4– 29=). Средната му успеваемост е 57 %. Успява да спечели златен медал на втора дъска през 1973 г., с резултат 4,5 точки от 7 възможни (2+ 0– 5=).
| Година | Организатор | Отбор     | Класиране (отборно) | Дъска |
| 1957   | Виена       | Югославия | 2                   | Трета |
| 1965   | Хамбург     | Югославия | 2                   | Първа |
| 1970   | Капфенберг  | Югославия | 4                   | Втора |
| 1973   | Бат         | Югославия | 2                   | Втора |
| 1977   | Москва      | Югославия | 3                   | Шеста |
| 1980   | Скара       | Югославия | 4                   | Трета |